# 卡溫頓 (紐約州)
卡溫頓（英語：Covington）是一個位於美國紐約州懷俄明縣的鎮。

## 人口
根據2020年美國人口普查的數據，卡溫頓的面積為67.70平方千米，皆為陸地。當地共有人口1253人，而人口密度為每平方千米19人。